# One of the Best Yet
One of the Best Yet è il settimo e ultimo album del gruppo hip hop statunitense Gang Starr, pubblicato nel 2019. È pubblicato a sedici anni di distanza dal disco precedente, a tredici dall'ultimo album pubblicato e a nove anni dalla scomparsa di Guru. Partecipano al disco, tra gli altri, M.O.P., Q-Tip, Group Home, Royce da 5'9", Jeru the Damaja, J. Cole e Talib Kweli. L'album ottiene 75/100 su Metacritic.
| Recensione    | Giudizio |
| ------------- | -------- |
| Exclaim!      | [ 2 ]    |
| Rolling Stone | [ 2 ]    |
| The Guardian  | [ 2 ]    |
| NME           | [ 2 ]    |

## Tracce
1. The Sure Shot (Intro) – 1:23
2. Lights Out (featuring M.O.P.) – 3:36
3. Bad Name – 2:21
4. Hit Man (featuring Q-Tip) – 2:22
5. What's Real (featuring Group Home & Royce da 5'9") – 3:24
6. Keith Casim Elam (Interlude) – 0:16
7. From a Distance (featuring Jeru the Damaja) – 2:30
8. Family and Loyalty (featuring J. Cole) – 4:34
9. Get Together (featuring Ne-Yo & Nitty Scott) – 3:28
10. NYGz / GS 183rd (Interlude) – 1:10
11. So Many Rappers – 2:11
12. Business or Art (featuring Talib Kweli) – 2:59
13. Bring It Back Here – 0:50
14. One of the Best Yet (Big Shug Interlude) – 0:28
15. Take Flight (Militia, Pt. 4) (featuring Big Shug & Freddie Foxxx) – 2:56
16. Bless the Mic – 2:35